# Hysterocarpus traskii
Hysterocarpus traskii és una espècie de peix pertanyent a la família dels embiotòcids i l'única del gènere Hysterocarpus.

## Subespècies
- H. t. pomo (Hopkirk, 1974).[5] És un peix d'aigua dolça, bentopelàgic i de clima subtropical.[6] Es troba als Estats Units.[6][7][8] És inofensiu per als humans.[6]
- H. t. traskii (Gibbons, 1854).[9] Pot arribar a fer 15 cm de llargària màxima.[10][11] És un peix d'aigua dolça i salabrosa, demersal i de clima temperat (41°N-36°N).[10] Es troba a Nord-amèrica: el llac Clear i les conques dels rius Russian, Sacramento, San Joaquin, Pajaro i Salinas (Califòrnia).[10][7][12] És inofensiu per als humans i la seua esperança de vida és de 5 anys.[13][10][14]